# 1963-as magyar vívóbajnokság
Az 1963-as magyar vívóbajnokság az ötvennyolcadik magyar bajnokság volt. A férfi tőrbajnokságot június 8-án rendezték meg, a párbajtőrbajnokságot június 12-én, a kardbajnokságot június 13-án, a női tőrbajnokságot pedig június 9-én, mindet Budapesten, a Nemzeti Sportcsarnokban.

## Eredmények
| Versenyszám          | Arany                   | Arany | Ezüst                                     | Ezüst | Bronz                        | Bronz |
| -------------------- | ----------------------- | ----- | ----------------------------------------- | ----- | ---------------------------- | ----- |
| Férfi tőrvívás       | Kamuti László BVSC      |       | Kamuti Jenő BVSC                          |       | Szabó Sándor Újpesti Dózsa   |       |
| Férfi párbajtőrvívás | Balczó András Csepel SC |       | Sákovics József Bp. Vörös Meteor          |       | Gábor Tamás Bp. Vörös Meteor |       |
| Férfi kardvívás      | Kovács Attila Vasas SC  |       | dr. Szerencsés József OSC                 |       | dr. Mendelényi Tamás BVSC    |       |
| Női tőrvívás         | Juhász Katalin OSC      |       | Sákovicsné Dömölky Lídia Bp. Vörös Meteor |       | Rejtő Ildikó Újpesti Dózsa   |       |